# Šaplava
Šaplava település Csehországban, a Hradec Králové-i járásban. Šaplava Ohnišťany, Myštěves és Lískovice településekkel határos. Lakosainak száma 110 fő (2024. január 1.).

## Népesség
A település lakosságának változását az alábbi diagram mutatja:
| Lakosok száma | 248  | 286  | 281  | 211  | 162  | 122  | 112  | 118  | 112  | 110  |
|               | 1869 | 1900 | 1921 | 1961 | 1980 | 2011 | 2016 | 2019 | 2021 | 2024 |